# 60000 (عدد)
60000 (ستون آلف) هو عدد صحيح. يلي العدد 59999 ويسبق العدد 60001 وهو عدد طبيعي.
الستون ألف الواحدة تساوي ستون ألف.

## في الرياضيات
- حسب نظام العد العشري في الرياضيات، يمكن كتابة العدد ستون آلف على النحو التالي:
- 60,000 — ستة متبوعًا بأربعة أصفار.
- 6 × 104 — ستة في عشرة مرفوعة لأس أربعة.